# 海伊采
海伊采，是匈牙利包尔绍德-奥包乌伊-曾普伦州所辖的一个村。总面积9.53平方公里，总人口276，人口密度29.0人/平方公里（2011年1月1日）。